# 嘉義營林俱樂部
23°29′08″N 120°27′17″E / 23.48561°N 120.45477°E
嘉義營林俱樂部，位於臺灣嘉義市東區，是供臺灣總督府營林機關賓客與派駐嘉義地區職員的休閒場所，也是嘉義市過去共有十所俱樂部中唯一保留者，於民國八十七年（1998年）4月30日公告為市定古蹟，現作為檜意森活村園區的展設館設施開放參觀。

## 沿革
營林俱樂部約興建於大正三年（1914年）左右，為臺灣總督府營林局的休閒娛樂場所，提供林業人員休憩交誼之用。當時建築物隸屬於嘉義營林所出張所，周圍為林管處官舍宿舍，而出張所與北門驛也在俱樂部附近。俱樂部同時與鄰近的招待所設有室內通道，以方便讓人員從兩棟建築間行走。
第二次世界大戰結束後，該建築因應林務機關不同的使用需求，在民國三十七年（1948年）時曾作為「忠孝幼稚園」使用，曾因此將室內裝修加以更改，後曾一度作為林務局禮堂、標售杉木的場所，而後在民國七十三年（1984年）時法務部調查局向林務局借用此建築為嘉義縣調查站，進行整修改建之後於隔年正式遷入，七十六年（1987年）時歸還。在這之後，林務局又將該建築作為單身員工宿舍。
營林俱樂部已於2009年10月由林務局整修完成，目前作為檜藝森活村店舖營運管理及辦理展覽使用。

## 建築設計
營林俱樂部為都鐸時代風格建築，其建築構造為半木構造，平面略呈長方形，佔地1562平方公尺（建築面積195平方公尺），建物高4.2公尺，寬20公尺，長10公尺。其外牆為雨淋板，入口澤設有凸窗，其中立面上方的山牆為了裝飾除直線木板外還釘有曲線形木板，而屋頂上還設有小尖塔，共以木料與灰泥裝配成。
其中，建築全棟為坐北朝南，有三個出入口，室內部分經推估，共配置為六個空間與廁所一間，整體格局為長方形格式，其中房間的隔間牆為木構造外塗灰泥，地坪材料最初為長條木構地板並與下方基礎相接，後在戰後時一度更改為拼花木地板及塑膠地板，現已恢復原貌。
屋頂形式則為使用主柱桁架的洋式木屋架外覆黑瓦，形式則為「硬山式屋頂」，並設有木造封簷板，同時也設有兩組不同位置的通氣窗設備。

## 圖片

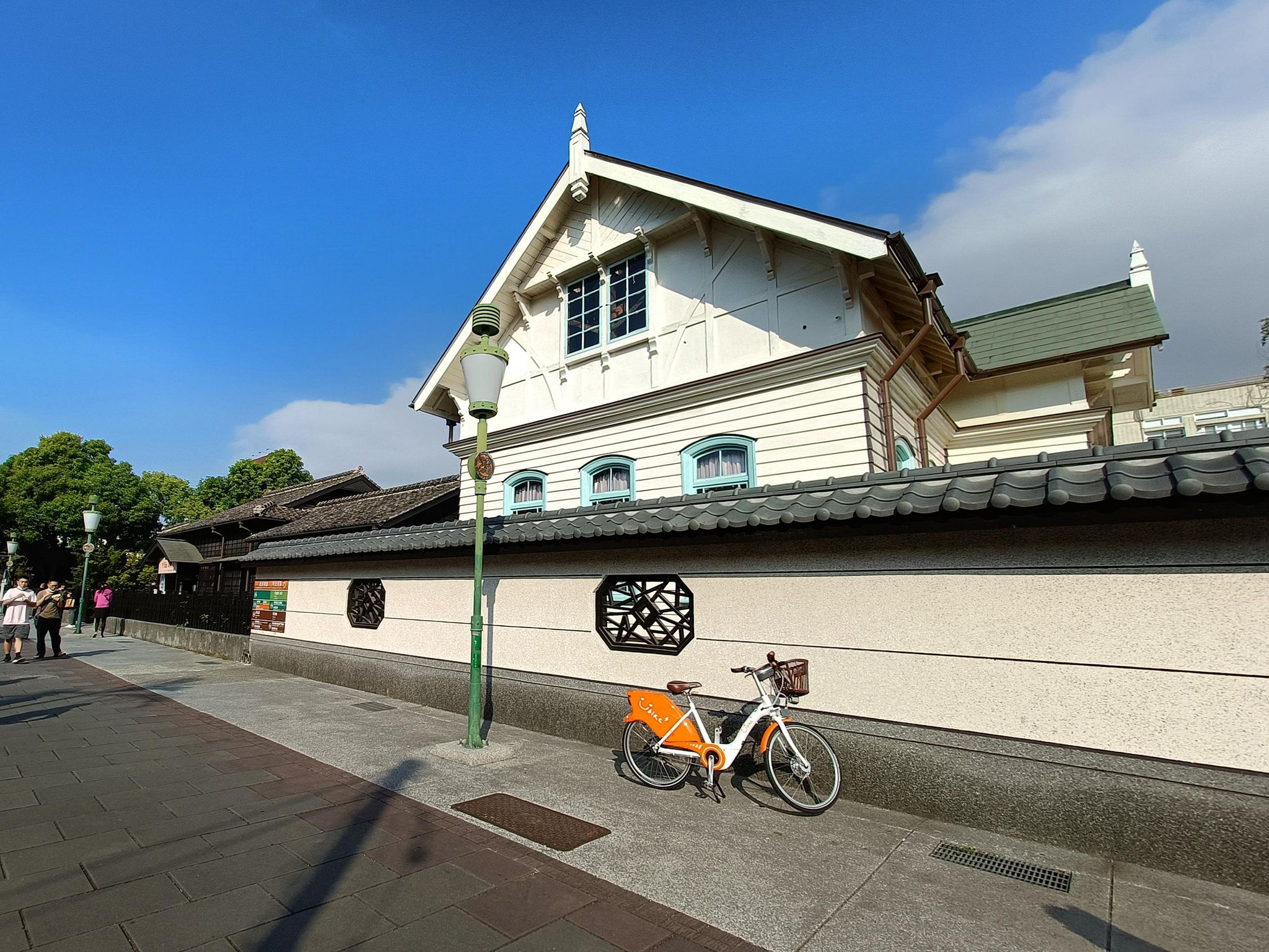
營林俱樂部的側立面，左側建築物為林務局招待所
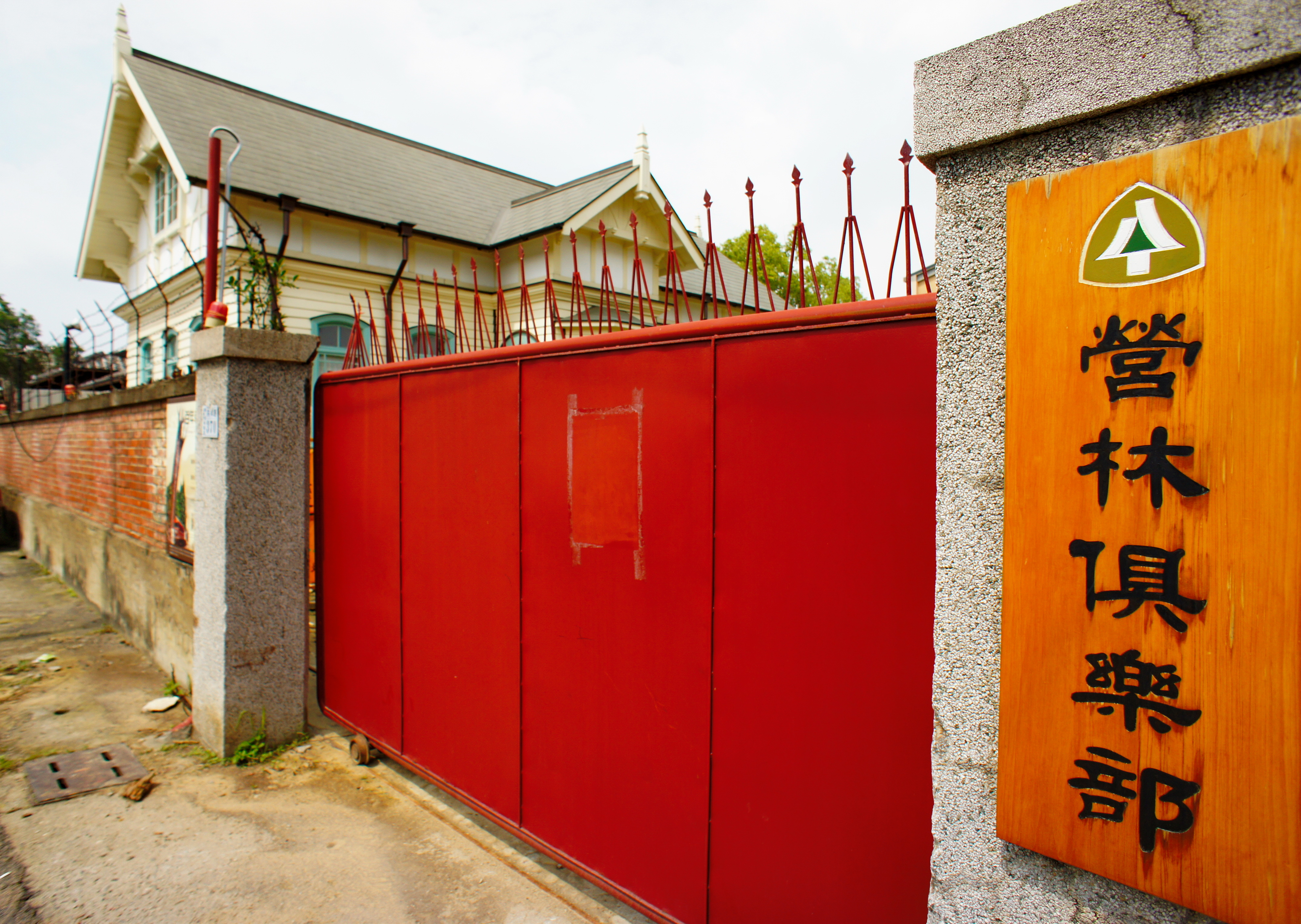
嘉義營林俱樂部的入口
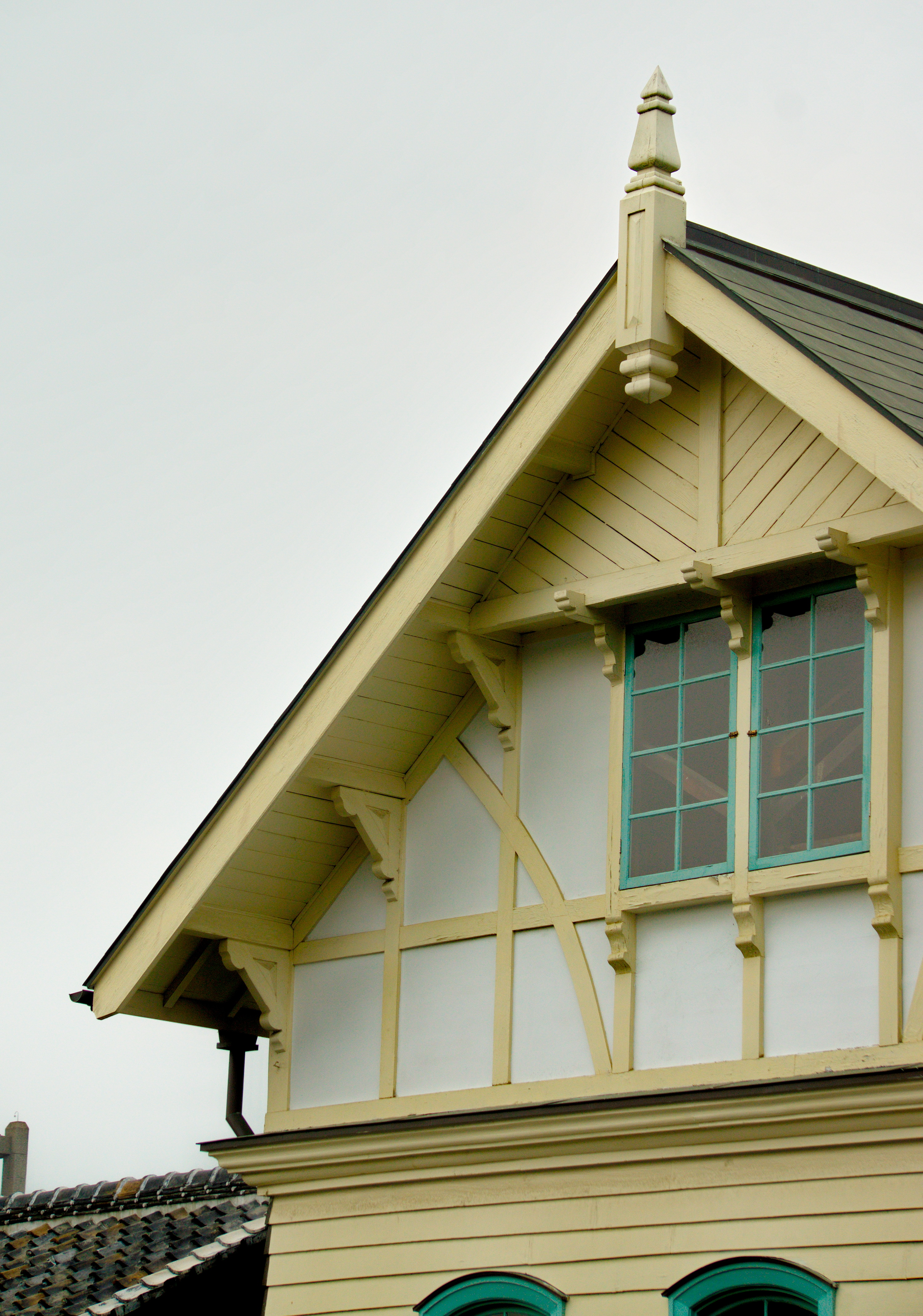
嘉義營林俱樂部立面特寫
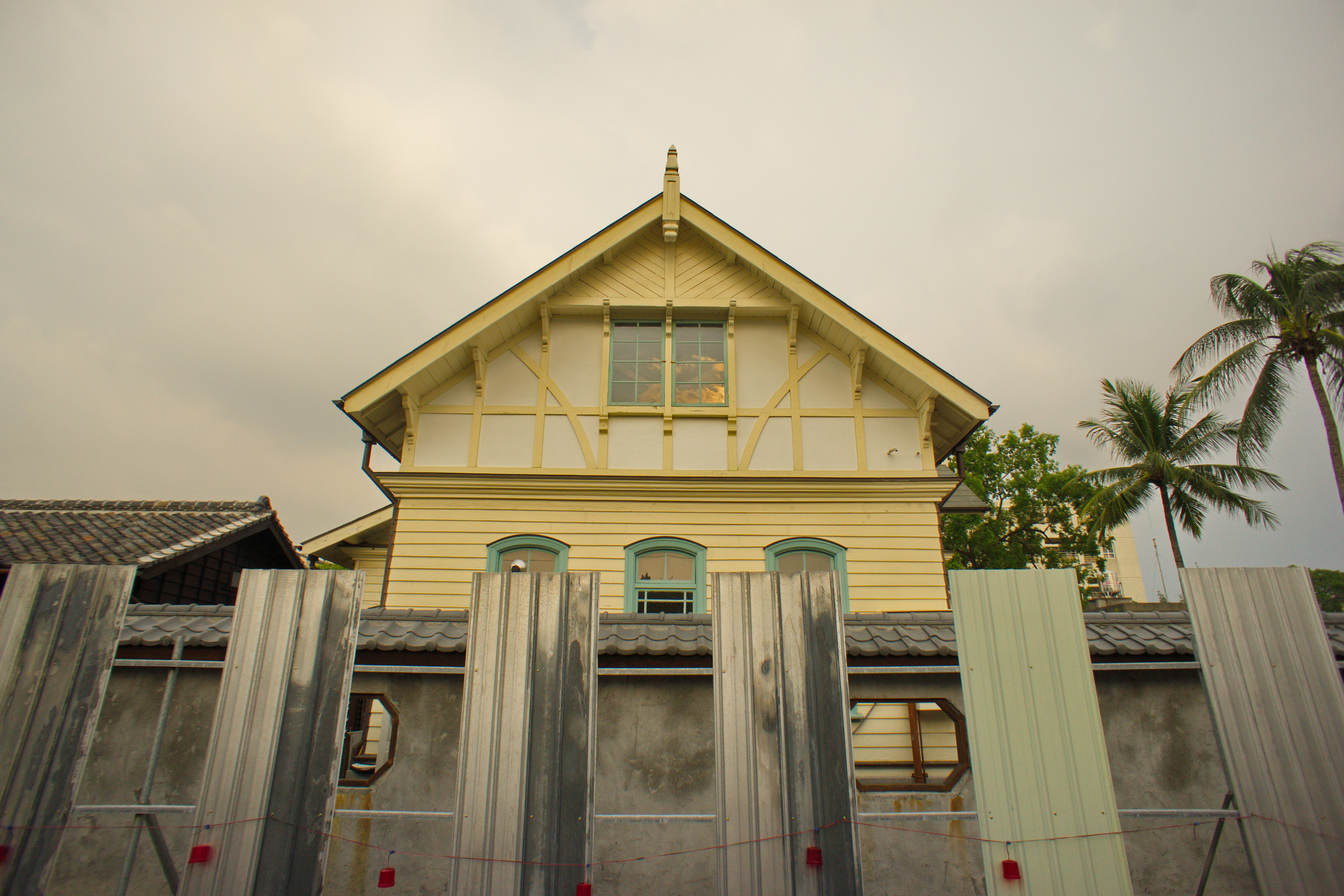
立面特寫

## 外部連結
- 嘉義營林俱樂部 - 文化部iCulture （页面存档备份，存于）
- 營林俱樂部 - 檜意森活村官方網站 （页面存档备份，存于）